# Tysklands Grand Prix 2014
Tysklands Grand Prix 2014, officiellt 2014 Großer Preis Santander von Deutschland, var en Formel 1-tävling som hölls den 19 juli 2014 på Hockenheimring i Hockenheim, Tyskland. Det var den tionde tävlingen av Formel 1-säsongen 2014 och kördes över 67 varv. Vinnare av loppet blev Nico Rosberg för Mercedes, tvåa blev Valtteri Bottas för Williams och trea blev Lewis Hamilton för Mercedes.

## Kvalet
| KR. | Nr | Förare            | Konstruktör          | Q1        | Q2        | Q3       | Grid |
| --- | -- | ----------------- | -------------------- | --------- | --------- | -------- | ---- |
| 1   | 6  | Nico Rosberg      | Mercedes             | 1.17,631  | 1.17,109  | 1.16,540 | 1    |
| 2   | 77 | Valtteri Bottas   | Williams-Mercedes    | 1.18,215  | 1.17,353  | 1.16,759 | 2    |
| 3   | 19 | Felipe Massa      | Williams-Mercedes    | 1.18,381  | 1.17,370  | 1.17,078 | 3    |
| 4   | 20 | Kevin Magnussen   | McLaren-Mercedes     | 1.18,260  | 1.17,788  | 1.17,214 | 4    |
| 5   | 3  | Daniel Ricciardo  | Red Bull-Renault     | 1.18,117  | 1.17,855  | 1.17,273 | 5    |
| 6   | 1  | Sebastian Vettel  | Red Bull-Renault     | 1.18,194  | 1.17,646  | 1.17,577 | 6    |
| 7   | 14 | Fernando Alonso   | Ferrari              | 1.18,389  | 1.17,866  | 1.17,649 | 7    |
| 8   | 26 | Daniil Kvyat      | Toro Rosso-Renault   | 1.18,530  | 1.18,103  | 1.17,965 | 8    |
| 9   | 27 | Nico Hülkenberg   | Force India-Mercedes | 1.18,927  | 1.18,017  | 1.18,014 | 9    |
| 10  | 11 | Sergio Pérez      | Force India-Mercedes | 1.18,916  | 1.18,161  | 1.18,035 | 10   |
| 11  | 22 | Jenson Button     | McLaren-Mercedes     | 1.18,425  | 1.18,193  |          | 11   |
| 12  | 7  | Kimi Räikkönen    | Ferrari              | 1.18,534  | 1.18,273  |          | 12   |
| 13  | 25 | Jean-Éric Vergne  | Toro Rosso-Renault   | 1.18,496  | 1.18,285  |          | 13   |
| 14  | 21 | Esteban Gutiérrez | Sauber-Ferrari       | 1.18,739  | 1.18,787  |          | 171  |
| 15  | 8  | Romain Grosjean   | Lotus-Renault        | 1.18,894  | 1.18,983  |          | 14   |
| 16  | 44 | Lewis Hamilton    | Mercedes             | 1.18,683  | Ingen tid |          | 202  |
| 17  | 99 | Adrian Sutil      | Sauber-Ferrari       | 1.19,142  |           |          | 15   |
| 18  | 17 | Jules Bianchi     | Marussia-Ferrari     | 1.18,676  |           |          | 16   |
| 19  | 13 | Pastor Maldonado  | Lotus-Renault        | 1.20,195  |           |          | 18   |
| 20  | 10 | Kamui Kobayashi   | Caterham-Renault     | 1.20,408  |           |          | 19   |
| 21  | 4  | Max Chilton       | Marussia-Ferrari     | 1.20,489  |           |          | 21   |
| 22  | 9  | Marcus Ericsson   | Caterham-Renault     | Ingen tid |           |          | PL3  |

| Vidare från första kvalrundan ▬▬ Vidare från andra kvalrundan ▬▬ |

Noteringar:
- ^1  — Esteban Gutiérrez fick tre platsers nedflyttning för att ha orsakat en kollision med Pastor Maldonado under den föregående tävlingen.[1]
- ^2  — Lewis Hamilton fick fem platsers nedflyttning för ett otillåtet växellådsbyte.[2]
- ^3  — Marcus Ericsson deltog inte i kvalet på grund av skador på sin bil.[3] Han blev senare bestraffad med att behöva starta från depån och få ett 10 sekunders stop and go-straff inom de tre första varven av loppet, eftersom hans stall brutit mot Parc Ferme.[4]

## Loppet
| Pos. | Nr | Förare            | Konstruktör          | Varv | Tid           | Grid | P  |
| ---- | -- | ----------------- | -------------------- | ---- | ------------- | ---- | -- |
| 1    | 6  | Nico Rosberg      | Mercedes             | 67   | 1:33.42,914   | 1    | 25 |
| 2    | 77 | Valtteri Bottas   | Williams-Mercedes    | 67   | +20,789       | 2    | 18 |
| 3    | 44 | Lewis Hamilton    | Mercedes             | 67   | +22,530       | 20   | 15 |
| 4    | 1  | Sebastian Vettel  | Red Bull-Renault     | 67   | +44,014       | 6    | 12 |
| 5    | 14 | Fernando Alonso   | Ferrari              | 67   | +52,467       | 7    | 10 |
| 6    | 3  | Daniel Ricciardo  | Red Bull-Renault     | 67   | +52,549       | 5    | 8  |
| 7    | 27 | Nico Hülkenberg   | Force India-Mercedes | 67   | +1.04,178     | 9    | 6  |
| 8    | 22 | Jenson Button     | McLaren-Mercedes     | 67   | +1.24,711     | 11   | 4  |
| 9    | 20 | Kevin Magnussen   | McLaren-Mercedes     | 66   | +1 varv       | 4    | 2  |
| 10   | 11 | Sergio Pérez      | Force India-Mercedes | 66   | +1 varv       | 10   | 1  |
| 11   | 7  | Kimi Räikkönen    | Ferrari              | 66   | +1 varv       | 12   |    |
| 12   | 13 | Pastor Maldonado  | Lotus-Renault        | 66   | +1 varv       | 18   |    |
| 13   | 25 | Jean-Éric Vergne  | Toro Rosso-Renault   | 66   | +1 varv       | 13   |    |
| 14   | 21 | Esteban Gutiérrez | Sauber-Ferrari       | 66   | +1 varv       | 16   |    |
| 15   | 17 | Jules Bianchi     | Marussia-Ferrari     | 66   | +1 varv       | 17   |    |
| 16   | 10 | Kamui Kobayashi   | Caterham-Renault     | 65   | +2 varv       | 19   |    |
| 17   | 4  | Max Chilton       | Marussia-Ferrari     | 65   | +2 varv       | 21   |    |
| 18   | 9  | Marcus Ericsson   | Caterham-Renault     | 65   | +2 varv       | PL   |    |
| Ret  | 99 | Adrian Sutil      | Sauber-Ferrari       | 47   | Körde av      | 15   |    |
| Ret  | 26 | Daniil Kvyat      | Toro Rosso-Renault   | 44   | Oljeläckage   | 8    |    |
| Ret  | 8  | Romain Grosjean   | Lotus-Renault        | 26   | Vattenläckage | 14   |    |
| Ret  | 19 | Felipe Massa      | Williams-Mercedes    | 0    | Kollision     | 3    |    |

| Förare och stall som tog poäng ▬▬ |

## Ställning efter loppet
|   | Pos. | Förare           | Poäng |
| - | ---- | ---------------- | ----- |
| ▬ | 1    | Nico Rosberg     | 190   |
| ▬ | 2    | Lewis Hamilton   | 176   |
| ▬ | 3    | Daniel Ricciardo | 106   |
| ▬ | 4    | Fernando Alonso  | 97    |
| ▬ | 5    | Valtteri Bottas  | 91    |

|     | Pos. | Konstruktör          | Poäng |
| --- | ---- | -------------------- | ----- |
| ▬   | 1    | Mercedes             | 366   |
| ▬   | 2    | Red Bull-Renault     | 188   |
| ▲ 1 | 3    | Williams-Mercedes    | 121   |
| ▼ 1 | 4    | Ferrari              | 116   |
| ▬   | 5    | Force India-Mercedes | 98    |

- Notering: Endast de fem bästa placeringarna i vardera mästerskap finns med på listorna.